# Mario Merelli

Mario Merelli (Vertova, 2 luglio 1962 – Punta Scais, 18 gennaio 2012) è stato un alpinista italiano.

## Biografia
Mario nasce a Vertova da Patrizio e Luigina, terzo figlio della coppia. Negli anni sessanta la famiglia si trasferisce a Lizzola, piccolo borgo a 1 200 metri di altitudine, in alta Valle Seriana. Qui, il padre, costruisce l'albergo Camoscio che verrà poi gestito a tempo pieno dalla madre, mentre il padre consegue il brevetto di Guida alpina.
Fin da piccolo, l'alpinista viene chiamato il camusì, il piccolo camoscio, per la sua indole molto energica e già improntata verso le montagne. Frequenta le elementari a Lizzola, le medie a Valbondione e l'istituto alberghiero a Castione della Presolana.
Ha cominciato a praticare l'alpinismo insieme al padre Patrizio, guida alpina. La sua prima spedizione alpinistica fu legata al Parapendio, altra sua passione. Nel 1989, con il padre, la guida alpina Morandi e Walter Dimai, Mario scalò il Chimborazo, di 6 300 metri, la montagna più alta dell'Ecuador per lanciarsi da lassù. Un volo di circa quattro ore fino a 3 200 metri. Il primo a compiere su quella cima un'impresa di tale genere.
Mario, fin dagli albori, è stato socio del Club Alpino Italiano, nella sottosezione di Ardesio. Anni più tardi indossa il prestigioso maglione rosso dei Ragni della Grignetta. Dopo la morte del padre, inizia la vera e propria stagione delle spedizioni. Nel 1998 con gli amici Luca e Andreino, affronta l'ottomila Shisha Pangma. A quota 7 400 metri, l'amico Andreino muore, forse per un infarto o un edema fulminante. L'alpinista Mario, rinuncia a proseguire e si adopera per calare il corpo dell'amico, verso il campo 2.
Dopo l'episodio drammatico sullo Shisha, Mario tenta tre volte l'Everest, in tre anni. La prima volta nel 1999, con la guida alpina Ernesto Cocchetti, ma il tempo è pessimo e devono rinunciare. L'anno successivo ci riprova con Silvio Mondinelli, dalla parete nord. Purtroppo le condizioni proibitive del meteo lo fanno rinunciare un'altra volta. Durante questa spedizione, Mario si trova a portare in salvo diversi alpinisti. Il 21 maggio, mentre si porta verso il Campo Base, a quota 7 900 metri aiuta tre "colleghi" colpiti da congelamento. Durante la discesa-salvataggio, passa accanto ad un alpinista di Andora stremato, quindi Mario decide di fermarsi e di accompagnare anche lui verso i campi più bassi. Pochi giorni dopo, il 25 maggio, lo spagnolo Pauner, si trova bloccato dalla stanchezza e non riesce più a scendere. Gli unici a partire in suo soccorso sono Mario e Mondinelli. Raggiungono l'alpinista intorno ai 7 880 metri di quota e lo riportano al Campo Base in salvo.
Nel 2001 ritenta l'Everest sempre con Mondinelli, dalla parete Sud. Questa volta, i due scalatori, riescono a raggiungere la cima. Mario è il terzo bergamasco, dopo Virginio Epis nel '73 e Simone Moro nel 2000, ad aver salito il tetto del mondo. Nell'ottobre dello stesso anno, il maltempo lo blocca a cento metri dalla vetta del Dhaulagiri I. Gli andrà meglio nel 2002, salendo il Makalu ancora con Mondinelli.
Nel 2004 tenta il K2, ma si deve fermare a quota 8 100 metri, per assenza di energia, poiché due mesi prima era salito sull'Everest e quindi non aveva sufficiente forza per proseguire. Nel 2007 conosce al Campo Base del Gasherbrum II la sua futura moglie: Mireia Giralt. La donna, originaria di Barcellona, dopo un periodo da pendolare tra l'Italia e la Spagna nel 2008, si trasferisce a Lizzola e successivamente, nel 2009, si sposa con Mario nella chiesa del paesino. Celebreranno poi il loro viaggio di nozze nei pressi del Cho Oyu.
Nel 2010, Mario ritenta il K2 con Zaffaroni, il quale, però, viene colpito da un blocco di ghiaccio fratturandosi diverse costole. Mario non ha esitazioni, rinuncia a proseguire l'ascesa per aiutare l'amico.
Mario è stato uno degli himalaististi più attivi e conosciuti degli ultimi anni, nel corso di 18 spedizioni è salito su 10 vette di ottomila metri: Everest (2001 e 2004, pareti sud e nord), Makalu, Kangchenjunga (nuova via sul versante sud), Shisha Pangma (2003 e 2005, due salite), Annapurna I, Broad Peak, Gasherbrum I, Lhotse, Cho Oyu, Dhaulagiri I.
Il 18 gennaio 2012 l'alpinista è deceduto in seguito ad una caduta mentre saliva verso la cima della Punta Scais, nelle Alpi Orobie. Merelli, insieme all'amico Paolo Valoti, stava dirigendosi verso il torrione Curò dal versante valtellinese, percorrendo il canalino alla sua base. Poco prima del termine di questo passaggio una roccia si è staccata, colpendolo e facendolo precipitare per circa 300 metri.

## Carriera alpinistica

### Ascensioni completate sugli ottomila
- 2001 - Everest (8848 m)[2] parete sud - 25 maggio 2001 sale il suo primo ottomila con Silvio Mondinelli, Edurne Pasaban, Iván Vallejo e Dawa II Sherpa.
- 2002 - Makalu (8472 m) "via de francesi" - 16 maggio 2002 raggiunge la vetta con Silvio Mondinelli, Carlos Pauner ed Edurne Pasaban.
- 2003 - Kangchenjunga (8586 m)[3]- in vetta il 22 maggio con Silvio Mondinelli, Carlos Pauner e Kristian Kuntner, nuova via sul versante sud.
- 2003 - Shisha Pangma (8012 m) - raggiunta la vetta.
- 2004 - Everest (8848 m) parete nord[4]- 24 maggio in vetta con Karl Unterkircher, Alex Busca e Claudio Bastrentaz.
- 2005 - Annapurna (8091 m)[5] versante nord. - in vetta il 12 maggio con Mario Panzeri, Daniele Bernasconi e Ed Viesturs[6].
- 2005 - Broad Peak (8034 m)[7] - in vetta il 21 luglio con Roberto Piantoni, Marco Astori, Domenico Belingheri, Giampaolo Corona, Franco Nicolini.
- 2005 - Shisha Pangma (8012 m) - raggiunta la vetta.
- 2006 - Gasherbrum II (8035 m)[8] - in vetta il 24 luglio con Mario Panzeri e Lina Quesada.
- 2008 - Lhotse (8516 m)[9]. - raggiunta la vetta il 21 maggio.
- 2009 - Cho Oyu (8201 m)[10] - in vetta il 29 settembre con Marco Zaffaroni[11][12].
- 2011 - Dhaulagiri I (8167 m) - raggiunta la vetta il 15 maggio.

### Altre spedizioni sugli ottomila
- 1998 - Shisha Pangma (8046 m) - tentativo con Andreino Pasini, Luca Negroni.
- 1999 - Everest (8848 m) parete nord - tentativo con Ernesto Cocchetti[13].
- 2000 - Everest (8848 m) parete nord - tentativo con Silvio Mondinelli ed Edurne Pasaban.
- 2001 - Dhaulagiri (8167 m) parete nord - tentativo con Silvio Mondinelli, Abele Blanc, Adriano Favre, Carlos Pauner ed Edurne Pasaban[14].
- 2002 - Annapurna (8091 m) parete sud - tentativo con Silvio Mondinelli, Abele Blanc, Carlos Pauner, Edurne Pasaban, Kristian Kuntner.

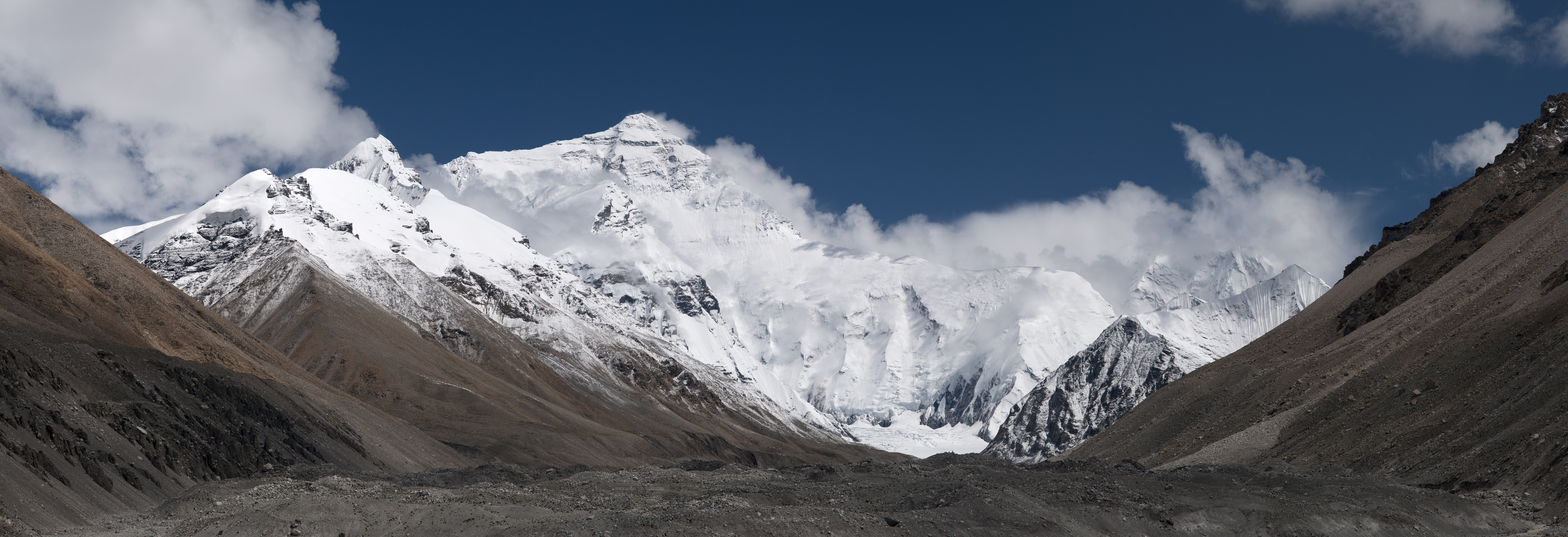
Versante nord dell'Everest dal percorso verso il campo base, la parete nord è stata completata da Merelli il 24 maggio 2004

- 2007 - Dhaulagiri (8167 m) parete sud - tentativo con Mario Panzeri, Sergio Dalla Longa, Lina Quesada, Rosa Morotti, Domenico Belingheri e Stefano Magri[15][16].

## Beneficenza
Mario è sempre stato una persona molto attiva nel sociale. Fu ambasciatore del progetto Cai-Unicef, prese parte a serate con Telethon, testimone a convegni come "Sport e sfida in montagna", a favore dei bambini cardiopatici e a fianco dell'Avis per promuovere il messaggio della donazione ai giovani. Non mancò all'inaugurazione dei lavori che ristrutturarono il Rifugio Alpe Corte per poter essere raggiunto dai disabili.
Nel 2009 nasce il Kalika Hospital, il progetto voluto con l'amico Marco Zaffaroni. Si tratta di un ospedale costruito in Dolpo, una piccola valle di duemila persone a 2 400 metri nella regione del Nepal. La struttura è composta da due edifici: nel primo ci sono le camere, gli ambulatori, il laboratorio delle analisi, la farmacia e tre stanze che possono ospitare 12 pazienti. Il secondo edificio funge da foresteria con i locali per il personale sanitario. L'inaugurazione ufficiale viene fatta nel 2010. Una targa è stata successivamente posta nell'ospedale a ricordare l’alpinista: In memoria di Mario Merelli Alpinista e Sognatore. Grazie alla condivisione dei suoi sogni il Kalika Family Hospital è una realtà.

## Riconoscimenti
- Premio Coraggio, ricevuto nel 2006 da parte del circolo culturale "Luciana Moroni" di Bergamo
- Nel 2010, per celebrare i suoi 20 anni di attività alpinistica, la rivista Orobie organizza l' "Orobie day"; diversi appuntamenti al Palamonti e un'escursione al Canto Alto
- Riconoscimento speciale da parte del Panathlon Internazional Club di Bergamo nel 2011
- Aneddoti sul carattere di Mario sono citati nel libro "In vetta senza scorciatoie" di Ed Viesturs, il primo americano ad aver scalato tutti gli ottomila
- Porta il suo nome il Rifugio Mario Merelli al Coca
- Premio di studio Mario Merelli: aperto a tutti gli studenti universitari residenti nella Provincia di Bergamo[17].
- Gara nazionale di scialpinismo “Mario Merelli c’è”. Si svolge tutti gli anni presso Lizzola. Nel 2019 la gara cambia format, tre giorni per tre differenti categorie.[18].
- Rosa dei venti. Nel 2014 è stata inaugurata la rosa dei venti presso la Cappella Manina, luogo dove l'alpinista era solito andare